# John Laverty
John Laverty (Belfast, 6 luglio 1982) è un pilota motociclistico britannico ritiratosi dall'attività agonistica.
Anche due suoi fratelli, Michael Laverty e Eugene Laverty, hanno corso come piloti professionisti.

## Carriera
Dal 1992 al 1998 si dedica alle corse di Motocross. Il debutto in gare su pista avviene nel 1999 quando partecipa alla Aprilia Challenge UK. Disputa la maggior parte della sua carriera nelle classi Superbike e Superstock della British Superbike. L'esordio internazionale avviene nella stagione 2003 quando partecipa, come pilota titolare del team EMS Racing, alla Superstock 1000 FIM Cup in sella a una Suzuki GSX 1000R. Il compagno di squadra è il fratello Michael. Ottiene risultati consistenti che culminano con il podio conquistato nella penultima gara a Imola. Chiude la stagione al quattordicesimo posto in classifica piloti con trentatré punti ottenuti. Nel 2004 è nuovamente titolare in Stock 1000, con la stessa formazione della stagione precedente. Disputa una stagione regolare portando a termine quasi tutte le gare. Chiude all'ottavo posto in classifica piloti con sessanta punti ottenuti. Nel 2005 disputa le ultime cinque gare della Superstock 1000 in qualità di wild card con una Suzuki del team Beowulf Motorsport.com. Totalizza dodici punti. Nel 2011, con BMW chiude trentaduesimo nel British Superbike Championship. Un infortunio durante la stagione 2012 spinge Laverty ad abbandonare la carriera da pilota per iniziare quella da manager per il fratello minoreː Eugene.